# Alchemilla polatschekiana
Alchemilla polatschekiana är en rosväxtart som beskrevs av S. Fröhner. Alchemilla polatschekiana ingår i släktet daggkåpor, och familjen rosväxter. Inga underarter finns listade i Catalogue of Life.